# Maur (Svizzera)
Maur (toponimo tedesco) è un comune svizzero di 10 067 abitanti del Canton Zurigo, nel distretto di Uster.

## Geografia fisica
Maur si affaccia sul Lago di Greifen.

## Monumenti e luoghi d'interesse

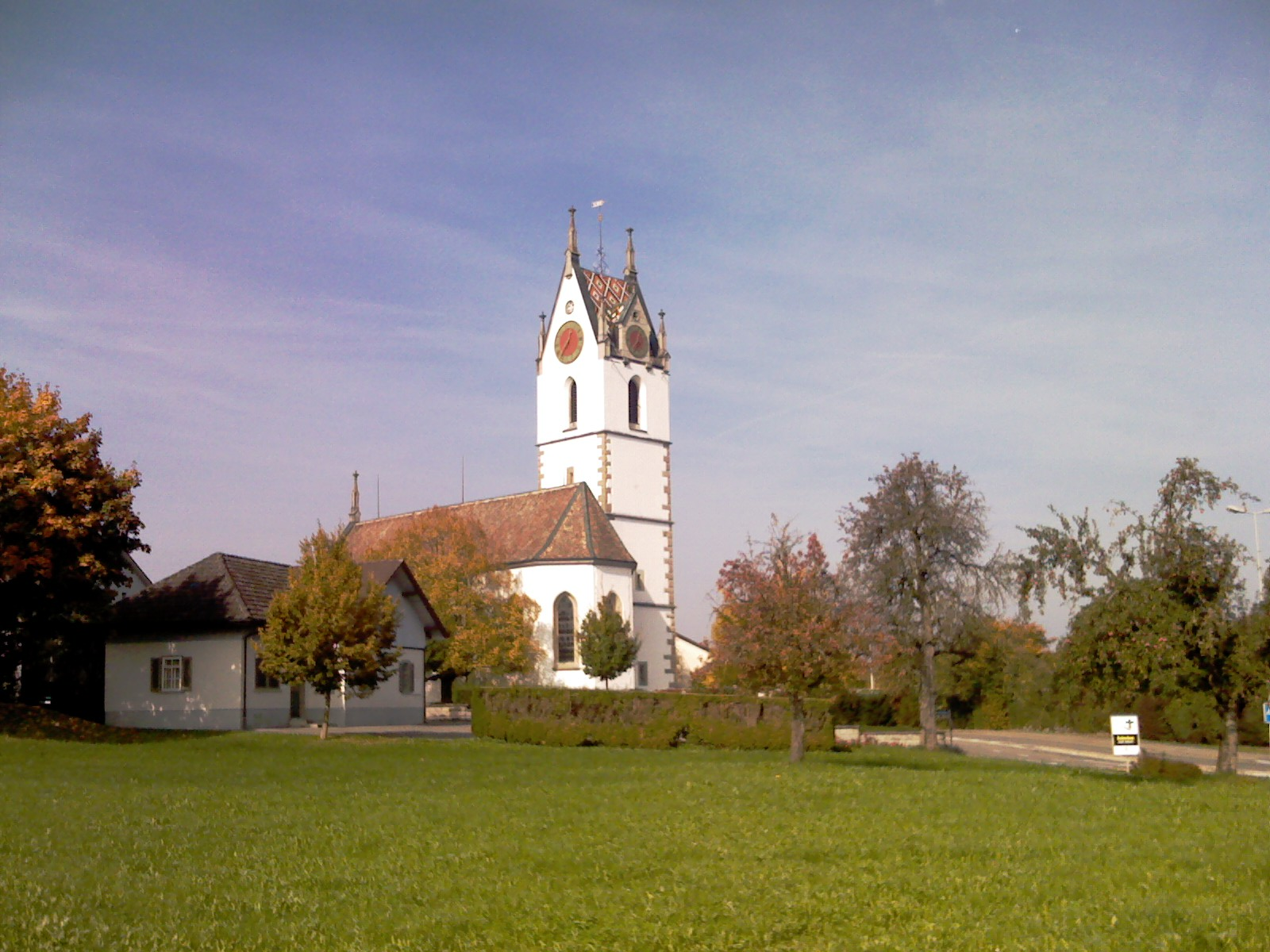
La chiesa riformata

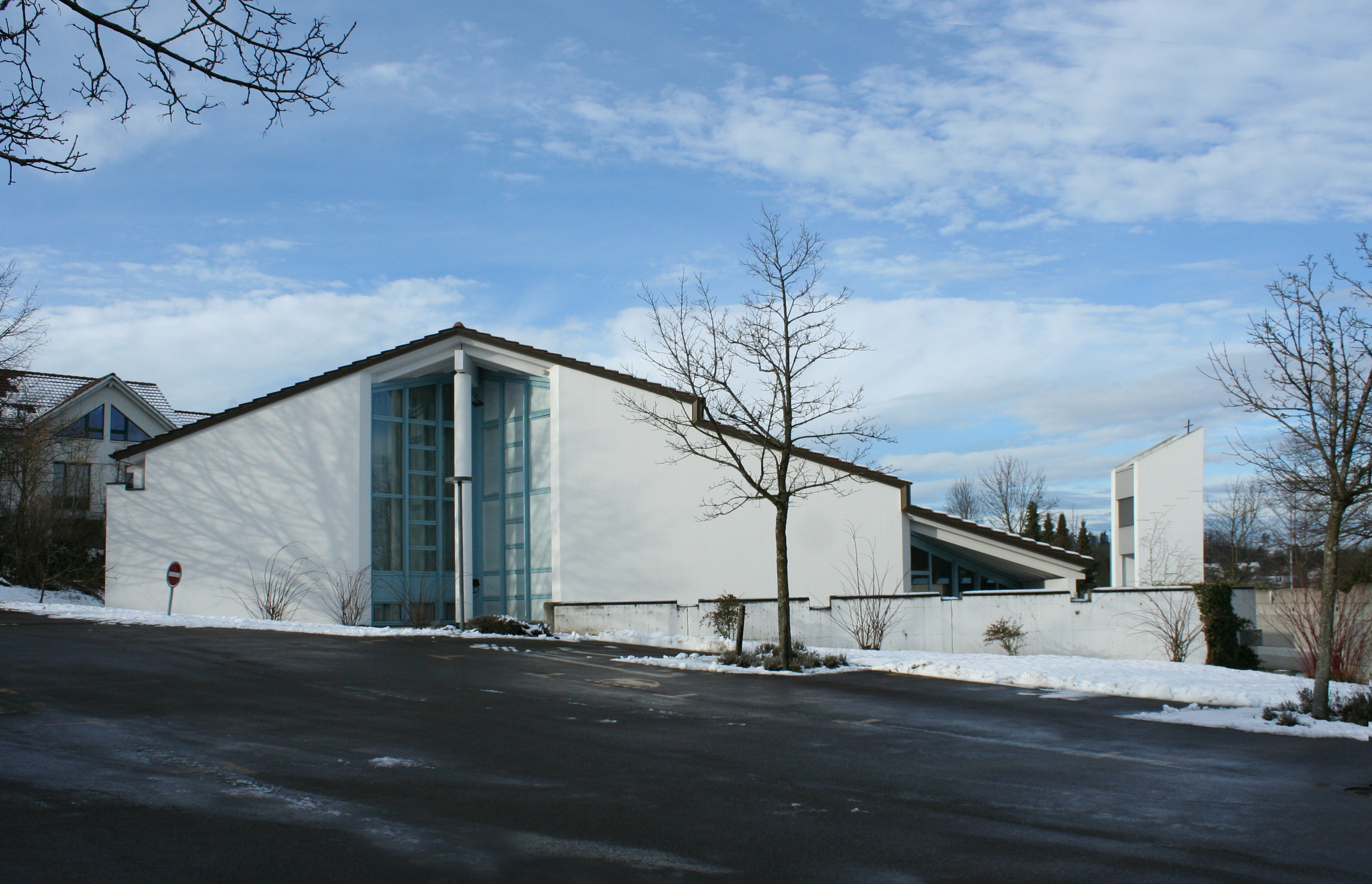
La chiesa di San Francesco

- Chiesa riformata, eretta nel VII secolo e ricostruita nel IX-X secolo, nel 1200 circa e nel 1507-1512[1];
- Chiesa cattolica di San Francesco in località Ebmatingen.

## Economia
Nello studio Powerplay, quasi tutti gli importanti musicisti svizzeri e molte band internazionali hanno prodotto e registrato i loro album di successo, tra cui i Bee Gees, Europe (compresa la canzone The Final Countdown), Lady Gaga, Lenny Kravitz, Prince, Snoop Dogg, Udo Jürgens e Wu-Tang Clan.
Per molto tempo il villaggio è stato tagliato fuori dalle principali vie di comunicazione. Senza ferrovie e senza corsi d'acqua, nessuna industria potrebbe affermarsi nel comune. Ancora oggi l'agricoltura è un importante datore di lavoro, insieme ad alcune piccole imprese di servizi e di artigianato. Quattro quinti della popolazione attiva si guadagna da vivere al di fuori del comune, per lo più nella città di Zurigo e nelle città limitrofe. Il numero di pendolari che vivono a Maur e lavorano in un altro comune è il doppio del numero totale di persone che lavorano a Maur.

## Società

### Evoluzione demografica
L'evoluzione demografica è riportata nella seguente tabella:
Abitanti censiti

## Amministrazione
Ogni famiglia originaria del luogo fa parte del cosiddetto comune patriziale e ha la responsabilità della manutenzione di ogni bene ricadente all'interno dei confini del comune.